# Koruthaialos
Koruthaialos är ett släkte av fjärilar. Koruthaialos ingår i familjen tjockhuvuden.

## Dottertaxa tillKoruthaialos, i alfabetisk ordning[1]
- Koruthaialos atra
- Koruthaialos avidha
- Koruthaialos balina
- Koruthaialos butleri
- Koruthaialos cachara
- Koruthaialos focula
- Koruthaialos frena
- Koruthaialos gopaka
- Koruthaialos haraka
- Koruthaialos hector
- Koruthaialos javanites
- Koruthaialos kerala
- Koruthaialos kophene
- Koruthaialos laetitia
- Koruthaialos luzonensis
- Koruthaialos monda
- Koruthaialos namata
- Koruthaialos niasicus
- Koruthaialos nigerrima
- Koruthaialos palawites
- Koruthaialos ponta
- Koruthaialos rubecula
- Koruthaialos rubina
- Koruthaialos rudra
- Koruthaialos sindu
- Koruthaialos sumatrana
- Koruthaialos tanda
- Koruthaialos verona
- Koruthaialos xanites